# Rudka (obwód lwowski)
Rudka (ukr. Рудка), do 1951 Madziarki (ukr. Мадзярки) – wieś na Ukrainie, w rejonie czerwonogrodzkim obwodu lwowskiego. Położona nad potokiem Madziarki, dopływem Bugu. Wieś liczy około 60 mieszkańców.
W II Rzeczypospolitej do 1934 samodzielna gmina jednostkowa Madziarki. Następnie należała do zbiorowej wiejskiej gminy Krystynopol w powiecie sokalskim w woj. lwowskim. Po wojnie wieś weszła w skład powiatu hrubieszowskigo w woj. lubelskim. 
W latach 1944–1945 nacjonaliści ukraińscy z OUN - UPA zamordowali tutaj 27 Polaków.
W 1951 roku wieś wraz z całym obszarem gminy Krystynopol została przyłączona do Związku Radzieckiego w ramach umowy o zamianie granic z 1951 roku.